# Prezydenci Egiptu

## Republika Egiptu (1953–1958)
| #                                          | Imię i nazwisko                               | Portret | Objął urząd       | Zdał urząd                    | Partia polityczna           |
| ------------------------------------------ | --------------------------------------------- | ------- | ----------------- | ----------------------------- | --------------------------- |
| Prezydenci Egiptu                          |                                               |         |                   |                               |                             |
| 1                                          | Muhammad Nadżib محمد نجيب (1901–1984)         |         | 18 czerwca 1953   | 14 listopada 1954 zrezygnował | Zgromadzenie Wyzwoleńcze    |
| Przewodniczący Rady Rewolucyjnych Dowódców |                                               |         |                   |                               |                             |
| —                                          | Gamal Abdel Naser جمال عبد الناصر (1918–1970) |         | 14 listopada 1954 | 23 czerwca 1956               | Arabska Unia Socjalistyczna |
| Prezydenci Egiptu                          |                                               |         |                   |                               |                             |
| 2                                          | Gamal Abdel Naser جمال عبد الناصر (1918–1970) |         | 23 czerwca 1956   | 22 lutego 1958                | Arabska Unia Socjalistyczna |

## Zjednoczona Republika Arabska(1958–1971)
| #                                           | Imię i nazwisko                                            | Portret | Objął urząd          | Zdał urząd           | Partia polityczna           |
| ------------------------------------------- | ---------------------------------------------------------- | ------- | -------------------- | -------------------- | --------------------------- |
| Prezydenci Zjednoczonej Republiki Arabskiej |                                                            |         |                      |                      |                             |
| 2                                           | Gamal Abdel Naser جمال عبد الناصر (1918–1970)              |         | 22 lutego 1958       | 28 września 1970     | Arabska Unia Socjalistyczna |
| —                                           | Anwar as-Sadat أنور السادات pełniący obowiązki (1918–1981) |         | 28 września 1970     | 15 października 1970 | Arabska Unia Socjalistyczna |
| 3                                           | Anwar as-Sadat أنور السادات (1918–1981)                    |         | 15 października 1970 | 2 września 1971      | Arabska Unia Socjalistyczna |

## Arabska Republika Egiptu(od 1971)
| #                                            | Imię i nazwisko                                             | Portret | Objął urząd          | Zdał urząd           | Partia polityczna                 |
| -------------------------------------------- | ----------------------------------------------------------- | ------- | -------------------- | -------------------- | --------------------------------- |
| Prezydenci Egiptu                            |                                                             |         |                      |                      |                                   |
| 3                                            | Anwar as-Sadat أنور السادات (1918–1981)                     |         | 2 września 1971      | 6 października 1981  | Partia Narodowo-Demokratyczna     |
| —                                            | Sufi Abu Talib صوفى أبو طالب pełniący obowiązki (1925–2008) |         | 6 października 1981  | 14 października 1981 | Partia Narodowo-Demokratyczna     |
| 4                                            | Husni Mubarak حسنى مبارك (1928–2020)                        |         | 14 października 1981 | 11 lutego 2011       | Partia Narodowo-Demokratyczna     |
| Przewodniczący Najwyższej Rady Sił Zbrojnych |                                                             |         |                      |                      |                                   |
| —                                            | Muhammad Husajn Tantawi محمد حسين طنطاوي (1935–2021)        |         | 11 lutego 2011       | 30 czerwca 2012      | bezpartyjny                       |
| Prezydenci Egiptu                            |                                                             |         |                      |                      |                                   |
| 5                                            | Muhammad Mursi محمد مرسي (1951–2019)                        |         | 30 czerwca 2012      | 3 lipca 2013         | Partia Wolności i Sprawiedliwości |
| od 3 do 4 lipca 2013 wakat na stanowisku     |                                                             |         |                      |                      |                                   |
| —                                            | Adli Mansur عدلي منصور pełniący obowiązki (1945–)           |         | 4 lipca 2013         | 8 czerwca 2014       | bezpartyjny                       |
| 6                                            | Abd al-Fattah as-Sisi عبد الفتاح السيسى (1954–)             |         | 8 czerwca 2014       | nadal urzęduje       | bezpartyjny                       |